# 波利克拉特斯
波利克拉特斯（英語：Polycrates，/pəˈlɪkrəˌtiːz/），或譯波利克拉底，是愛琴海薩摩斯島的僭主（掌權期間約公元前535年至公元前522年）。他在愛琴海東部建立了薩摩斯海軍霸權，並致力於控制愛奧尼亞地區的島嶼和陸地城鎮。
在消滅了最初分享權力的兩個兄弟後，他建立了專制統治。他所屬船隊中的船隻犯下了海盜行為，使他的負面名聲傳遍希臘各地。他與埃及的政權結盟，但當波斯人於公元前525年進攻埃及時，他放棄盟友並派出船隊加入波斯方面。他的主要政治對手在斯巴達人的支持下，試圖將他驅逐，但沒有成功。直到約522年，薩迪斯的波斯總督奧羅埃特斯（英語：Oroetus）將他引誘到大陸地區，並將他釘在十字架上致死。
除了為薩摩斯島帶來政治和商業上的突出地位外，波利克拉特斯也贊助文學活動；詩人阿那克里翁住在他的宮廷裡。

## 外部連結
- Polycrates （页面存档备份，存于）在世界歷史百科全書的條目